# Nemesia coheni
Espèce
Synonymes
- Nemesia pannonica coheni Fuhn & Polenec, 1967

Nemesia coheni est une espèce d'araignées mygalomorphes de la famille des Nemesiidae.

## Distribution
Cette espèce se rencontre en Roumanie et en Bulgarie.

## Description
Nemesia coheni mesure de 9 mm à 12,5 mm.

## Systématique et taxinomie
Cette espèce a été décrite sous le protonyme Nemesia pannonica coheni par Fuhn et Polenec en 1967. Elle est élevée au rang d'espèce par Breitling, Bauer, Schäfer, Morano, Barrientos et Blick en 2016.

## Étymologie
Cette espèce est nommée en l'honneur d'Avram Cohen (1912-1961).

## Publication originale
- Fuhn & Polenec, 1967 : Über die innerartliche Gliederung von Nemesia pannonica Herman (Arach., Araneae: Ctenizidae). Senckenbergiana Biologica, vol. 48, no 4, p. 295-300.